# پیر بخش گردیوال
پیر بخش گردیوال (زاده ۱۳۴۳ ولسوالی مهمنددره - ولایت ننگرهار) سیاستمدار افغانستانی و نماینده مردم ولایت ننگرهار در دوره‌های پانزدهم و شانزدهم مجلس نمایندگان است. وی در مجلس شانزدهم نمایندگان افغانستان عضو کمیسیون مبارزه با موادمخدر، مسکرات و فساد اخلاقی می‌باشد.

## زندگی‌نامه
پیر بخش گردیوال زاده ۱۳۴۳ از ولسوالی مهمنددره ولایت ننگرهار است. وی تحصیلات متوسطه خود را در لیسه/دبیرستان ایمل بابا خان در سال ۱۳۶۱ به پایان برد.

## دیگر فعالیت‌ها
دیگر فعالیت‌های وی:
- رئیس حمل و نقل ولایت ننگرهار (۱۳۷۲–۱۳۷۴).
- رئیس امنیت ولایت ننگرهار (۱۳۸۱–۱۳۸۳).
- معاون سیاسی ریاست امنیه ولایت لوگر (۱۳۸۴).